# Neonitocris atra
Neonitocris atra là một loài bọ cánh cứng trong họ Cerambycidae.